# Oggetti non stellari nella costellazione della Croce del Sud
Principali oggetti non stellari presenti nella costellazione del Croce del Sud.

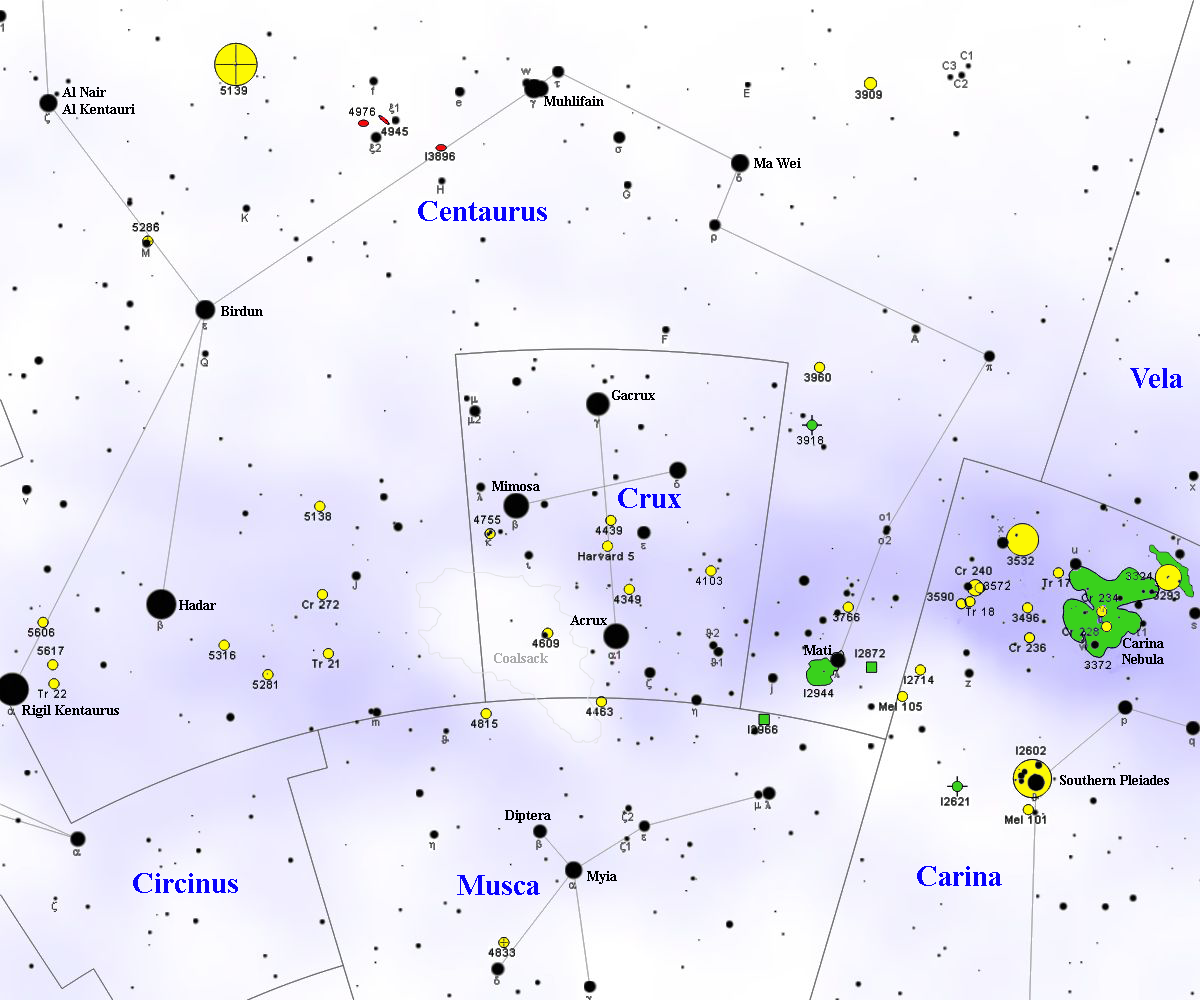
Mappa della costellazione della Croce del Sud.

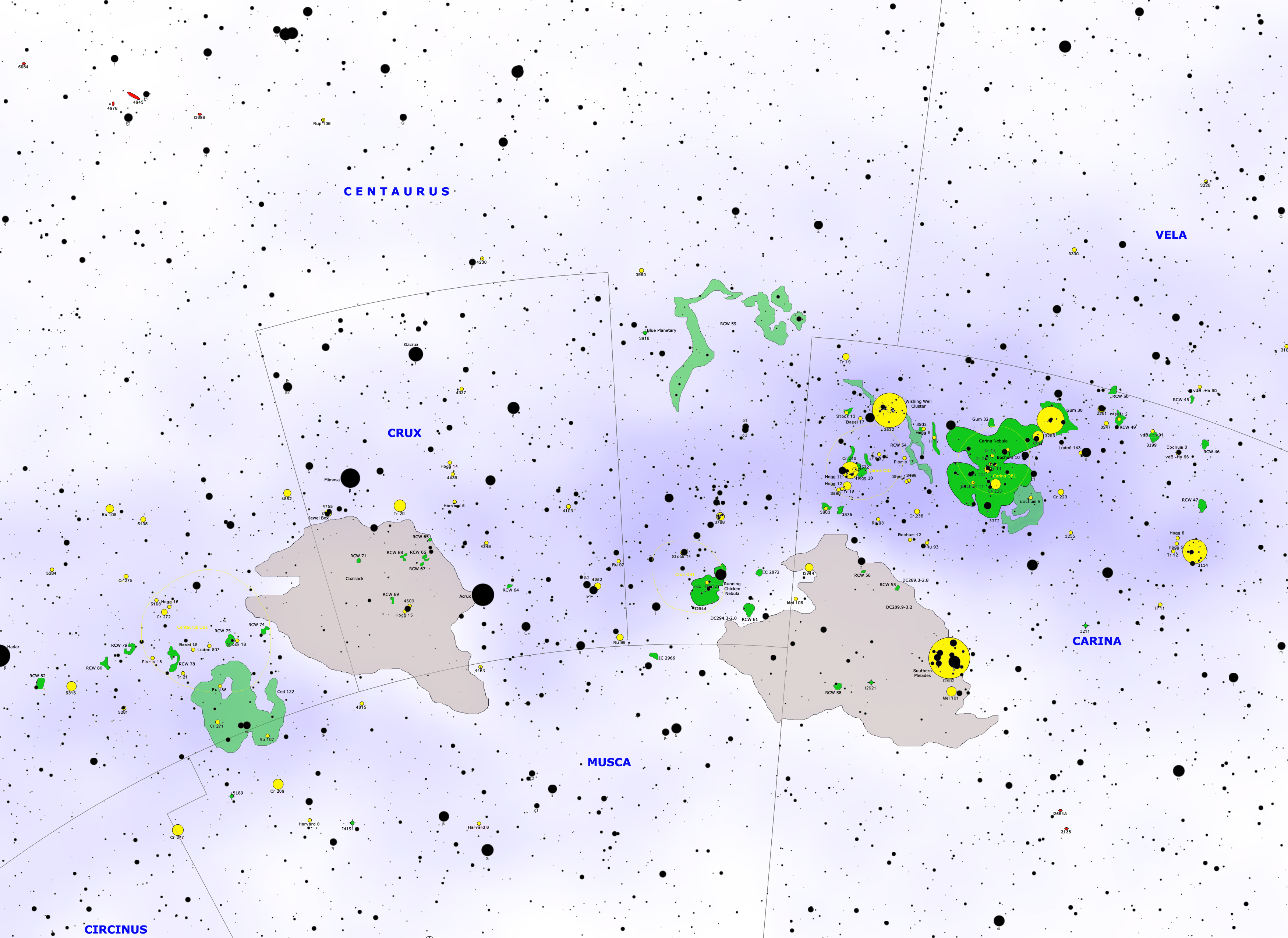
Dettaglio della Via Lattea.

## Ammassi aperti
- NGC 4103
- NGC 4349
- NGC 4439
- NGC 4609
- NGC 4755

## Nebulose oscure
- Nebulosa Sacco di Carbone